# Thomas Spalding
Thomas Spalding (1774 - 1851) fut un des plus grands planteurs de coton de la Géorgie, propriétaire de l'île de Sapelo.

## Biographie
L'un des tout premiers propriétaires était l'agent indien Robert Mackay, qui a vendu l'île de Sapelo à John Mcqueen qui lui-même la revend en 1789, avec les esclaves, à François Dumoussay, un Français basé à Paris, qui créé une plantation appartenant la « Sapelo Company », propriétaire de nombreux esclaves. De mixte, avec coton et élevage, le site se spécialise dans le coton. L'île est alors divisée en cinq parties.
Thomas Spalding (1774-1851) détiendra ensuite la plus grande des plantations de Sapelo, avec en tout 500 esclaves en comptant sa plantation d'Ashantilly, près de Darien. Le recensement de 1820 lui attribue 350 esclaves et celui de 1830, 406 en tout.
Né près de Darién, après 18 mois de voyages en France et en Angleterre, il s'installa en 1803 dans le comté de McIntosh, du nom de Lachlan McIntosh qui participa en 1736 à la fondation de la ville de Darién avec James Edward Oglethorpe.
Il fut élu dès 1794, à 20 ans, à l'Assemblée parlementaire de Géorgie puis en 1799 au Sénat de Géorgie et présida la convention de Milledgeville, en Géorgie qui annonça en 1850 que si le Congrès fédéral abolissait l'esclavage, la Géorgie entrerait en résistance.